# 고홍건
고홍건(高弘建, 1580년~1655년)은 조선의 무신이다.

## 생애
1624년, 이괄의 난 당시 인조를 안전히 호위한 공을 인정받아 종2품 가선대부(嘉善大夫)가 되어 영원군(瀛原君)에 책봉되었다.
1636년, 병자호란이 일어나자 인조를 호위해 남한산성에 서문을 지키는 수문장이 되었으며, 전쟁 이후에는 충청도병마절도사와 오위도총부부총관, 서흥부사를 지내며 오위도총부도총관에 제수되었다.